# Friedrich Winecker
Friedrich Wienecker (auch: Friedrich Winecker oder Fridericus Wineker sowie Fridericus Winichius und Fridrich Winecker sowie Wieker und zahlreiche Namensvarianten; * in Rodenberg am Deister; begraben 15. März 1667 in Hannover) war ein deutscher Theologe, Privatdozent und Pastor sowie Fürstlich Braunschweig-Lüneburgischer Hofprediger und Konsistorialrat.

## Leben
Friedrich Wienecker trat in seiner Geburtsstadt Rodenberg am Deister im Schaumburger Land das Erbe seines Großonkels Adolf von Loh an.
Nach Beginn des Dreißigjährigen Krieges wurde Fridericus Wineker für sein Studium zu Ostern 1626 in Rostock an der dortigen Universität unter Johann Bacmeister (dem Älteren) immatrikuliert. Wineker besuchte jedoch auch die Universitäten in Leipzig und Wittenberg, um schließlich an der Universität Jena zum Doktor der Theologie promoviert zu werden.
Nachdem Wienecker einige Jahre als Privatdozent an der Universität Rinteln gewirkt hatte, übernahm er 1635 bis etwa 1644 oder 1645 an der „Städtkirche“ in Hameln die Stellung eines Pastors.
1644 oder 1645 wechselte Wienecker nach Hannover, um dort für mehr als zwei Jahrzehnte als Hofprediger an der zum Leineschloss zählenden Schlosskirche unter den Welfen zu wirken.
Wienecker war verheiratet mit Elisabeth Margarethe, Tochter des vormals in Stadthagen tätigen Superintendenten Johann Jacob Bernhardi. Der Grabstein seines Sohnes Josua Wineker (1639–1652), der sogenannte „Chorknaben-Grabstein“, findet sich an der Nordseite der Marktkirche Hannovers.

## Schriften
- Friederich Winekers der H. Schrifft Licentiaten vnd Pastorn in Hameln Biblische Catechismus-Leuchte/ Oder CatechismusFragen: Dadurch/ sonderlich den Einfeltigen/ nach Anleitung des kleinen Catechismi D. Luthers/ auß heiliger Göttlicher Bibel/ der rechte Glaubens- vnd LebensWeg/ außführlich ..., Rinteln: „Druckts vnd verlegts Peter Lucius/ der Vniversitet Buchdrucker, 1643“